# Joop den Uyl
Joop den Uyl, rodným jménem Johannes Marten den Uijl, (9. srpna 1919 – 24. prosince 1987) byl nizozemský sociálnědemokratický politik. V letech 1973–1977 byl premiérem Nizozemska. V letech 1965–1966 byl ministrem financí a v období 1981–1982 současně ministrem práce a sociálních věcí, ministrem pro Surinam a Nizozemské Antily a prvním místopředsedou vlády. Volebním lídrem Strany práce (Partij van de Arbeid) byl celých dvacet let, v období 1966–1986. Měl přezdívku Ome Joop ("Strýček Joop"). V anketě Největší Nizozemec z roku 2004 se umístil na 27. místě.